# Serie B 1980-1981 (pallacanestro maschile)
Il campionato di Serie B di pallacanestro maschile 1980-1981 è stato il settimo organizzato in Italia dall'ultima riforma.
Le prime cinque squadre di ogni girone vengono ammesse alla Poule A per la promozione in Serie A2, le ultime tre alla Poule B per non retrocedere in Serie C1.

## Stagione regolare

### Girone A
|  |    | Classifica finale 1980-1981   | Pt | G  | V  | P  | PtF  | PtS  |
|  | -- | ----------------------------- | -- | -- | -- | -- | ---- | ---- |
|  | 1. | Libertas Livorno              | 24 | 14 | 12 | 2  | 1193 | 1064 |
|  | 2. | Cantine Riunite Reggio Emilia | 20 | 14 | 10 | 4  |      |      |
|  | 3. | Moto Malaguti San Lazzaro     | 18 | 14 | 9  | 5  |      |      |
|  | 4. | Omega Busto Arsizio           | 16 | 14 | 8  | 6  |      |      |
|  | 5. | CBM Parma                     | 14 | 14 | 7  | 7  |      |      |
|  | 6. | Necchi Pavia                  | 12 | 14 | 6  | 8  |      |      |
|  | 7. | Grappeggia Desio              | 8  | 14 | 4  | 10 |      |      |
|  | 8. | Garelli Milano                | 0  | 14 | 0  | 14 |      |      |

### Girone B
|  |    | Classifica finale 1980-1981 | Pt | G  | V  | P  | PtF  | PtS  |
|  | -- | --------------------------- | -- | -- | -- | -- | ---- | ---- |
|  | 1. | Giovinetti Bergamo          | 22 | 14 | 11 | 3  | 1293 | 1139 |
|  | 2. | Petrarca Padova             | 18 | 14 | 9  | 5  | 1221 | 1200 |
|  | 3. | Nordica Montebelluna        | 16 | 14 | 8  | 6  | 1266 | 1217 |
|  | 4. | JuVi Cremona                | 16 | 14 | 8  | 6  | 1120 | 1107 |
|  | 5. | Virtus Imola                | 14 | 14 | 7  | 7  | 1166 | 1130 |
|  | 6. | Saradini Cremona            | 12 | 14 | 6  | 8  | 1154 | 1173 |
|  | 7. | Oece Pordenone              | 10 | 14 | 5  | 9  | 1192 | 1252 |
|  | 8. | Febal Pesaro                | 4  | 14 | 2  | 12 | 1101 | 1293 |

### Girone C
|  |    | Classifica finale 1980-1981 | Pt | G  | V  | P  | PtF | PtS |
|  | -- | --------------------------- | -- | -- | -- | -- | --- | --- |
|  | 1. | Big Boy Roseto              | 20 | 14 | 10 | 4  |     |     |
|  | 2. | Italcable Perugia           | 18 | 14 | 9  | 5  |     |     |
|  | 3. | Lenco Osimo                 | 18 | 14 | 9  | 5  |     |     |
|  | 4. | Kennedy Firenze             | 18 | 14 | 9  | 5  |     |     |
|  | 5. | Polenghi Firenze            | 16 | 14 | 8  | 6  |     |     |
|  | 6. | FF AA Vigna di Valle        | 14 | 14 | 7  | 7  |     |     |
|  | 7. | Olimpia Cagliari            | 6  | 14 | 3  | 11 |     |     |
|  | 8. | Virtus Siena                | 2  | 14 | 1  | 13 |     |     |

### Girone D
|  |    | Classifica finale 1980-1981 | Pt | G  | V  | P  | PtF  | PtS  |
|  | -- | --------------------------- | -- | -- | -- | -- | ---- | ---- |
|  | 1. | Napoli Basket               | 24 | 14 | 12 | 2  | 1324 | 1045 |
|  | 2. | Viola Reggio Calabria       | 18 | 14 | 9  | 5  | 1189 | 1131 |
|  | 2. | Tognana Monopoli            | 18 | 14 | 9  | 5  | 1119 | 1121 |
|  | 2. | Sicma Sud Latina            | 18 | 14 | 9  | 5  | 1055 | 1100 |
|  | 5. | MobilTacconi Latina         | 14 | 14 | 7  | 7  | 1056 | 1028 |
|  | 5. | Basket Scauri               | 14 | 14 | 7  | 7  | 1088 | 1114 |
|  | 7. | Virtus Ragusa               | 6  | 14 | 3  | 11 | 1097 | 1151 |
|  | 8. | Meridas Salerno             | 0  | 14 | 0  | 14 | 959  | 1197 |

## Poule A2

### Girone A

#### Classifica
|  |     | Classifica finale 1980-1981   | Pt | G  | V  | P  | PtF  | PtS  |
|  | --- | ----------------------------- | -- | -- | -- | -- | ---- | ---- |
|  | 1.  | Libertas Livorno              | 30 | 18 | 15 | 3  | 1627 | 1506 |
|  | 2.  | Giovinetti Bergamo            | 26 | 18 | 13 | 5  | 1619 | 1448 |
|  | 3.  | Cantine Riunite Reggio Emilia | 24 | 18 | 12 | 6  | 1480 | 1419 |
|  | 4.  | Malaguti San Lazzaro          | 22 | 18 | 11 | 7  | 1549 | 1463 |
|  | 5.  | Virtus Imola                  | 18 | 18 | 9  | 9  | 1513 | 1499 |
|  | 5.  | Nordica Montebelluna          | 18 | 18 | 9  | 9  | 1580 | 1564 |
|  | 7.  | Petrarca Padova               | 14 | 18 | 7  | 11 | 1590 | 1600 |
|  | 8.  | Omega Busto Arsizio           | 12 | 18 | 6  | 12 | 1480 | 1552 |
|  | 8.  | JuVi Cremona                  | 12 | 18 | 6  | 12 | 1454 | 1622 |
|  | 10. | CBM Parma                     | 4  | 18 | 2  | 16 | 1469 | 1688 |

#### Risultati
| Risultati                     | LIV    | BER    | REGE   | FER    | IMO     | MON    | PAD    | BUS    | CRE    | PAR    |
| ----------------------------- | ------ | ------ | ------ | ------ | ------- | ------ | ------ | ------ | ------ | ------ |
| Libertas Livorno              |        | 91-84  | 72-66  | 103-86 | 88-86   | 109-95 | 92-87  | 103-82 | 106-82 | 87-71  |
| Giovinetti Bergamo            | 105-85 |        | 71-84  | 75-73  | 106-83  | 86-83  | 108-94 | 83-64  | 119-76 | 97-79  |
| Cantine Riunite Reggio Emilia | 79-94  | 81-83  |        | 91-79  | 72-78   | 84-83  | 65-64  | 96-73  | 108-88 | 80-68  |
| Malaguti San Lazzaro          | 79-80  | 79-69  | 85-84  |        | 75-81   | 91-93  | 108-99 | 99-87  | 91-71  | 99-73  |
| Virtus Imola                  | 84-81  | 73-79  | 79-80  | 77-92  |         | 84-73  | 86-83  | 91-92  | 92-85  | 97-73  |
| Nordica Montebelluna          | 90-82  | 78-76  | 77-84  | 64-72  | 102-111 |        | 92-74  | 91-86  | 80-76  | 108-83 |
| Petrarca Padova               | 95-102 | 73-92  | 85-87  | 70-79  | 83-79   | 100-99 |        | 96-87  | 110-86 | 92-85  |
| Omega Busto Arsizio           | 80-81  | 89-91  | 74-75  | 75-66  | 81-68   | 91-95  | 88-86  |        | 82-84  | 94-92  |
| JuVi Cremona                  | 74-81  | 94-91  | 75-63  | 79-96  | 75-89   | 84-83  | 72-85  | 77-75  |        | 88-82  |
| CBM Parma                     | 81-90  | 69-104 | 91-101 | 92-100 | 79-75   | 91-94  | 93-114 | 78-80  | 89-88  |        |

#### Play-off Promozione
| Livorno 21 maggio 1981 | Libertas Livorno | 87 – 86 | Giovinetti Bergamo | Palasport |

| Bergamo 24 maggio 1981 | Giovinetti Bergamo | 92 – 85 | Libertas Livorno | Palasport |

| Livorno 27 maggio 1981 | Libertas Livorno | 86 – 84 | Giovinetti Bergamo | Palasport |

La Libertas Livorno vince 2-1 e viene promossa in A/2.

### Girone B

#### Classifica
|  |    | Classifica finale 1980-1981 | Pt | G  | V  | P  | PtF  | PtS  |
|  | -- | --------------------------- | -- | -- | -- | -- | ---- | ---- |
|  | 1. | Napoli Basket               | 34 | 18 | 17 | 1  | 1590 | 1362 |
|  | 2. | Italcable Perugia           | 28 | 18 | 14 | 4  | 1482 | 1418 |
|  | 3. | Big Boy Roseto              | 24 | 18 | 12 | 6  | 1452 | 1426 |
|  | 4. | Viola Reggio Calabria       | 20 | 18 | 10 | 8  | 1538 | 1517 |
|  | 5. | Lenco Osimo                 | 18 | 18 | 9  | 9  | 1426 | 1391 |
|  | 5. | Kennedy Firenze             | 18 | 18 | 9  | 9  | 1431 | 1434 |
|  | 7. | Tognana Monopoli            | 16 | 18 | 8  | 10 | 1448 | 1501 |
|  | 8. | Polenghi O. Firenze         | 10 | 18 | 5  | 13 | 1483 | 1564 |
|  | 9. | Mobiltacconi Latina         | 6  | 18 | 3  | 15 | 1266 | 1327 |
|  | 9. | Sicma Sud Latina            | 6  | 18 | 3  | 15 | 1378 | 1554 |

#### Risultati
| Risultati             | NAP    | PER   | ROS   | REGC   | OSI    | OFIR   | MON   | PFIR    | BLAT   | SLAT  |
| --------------------- | ------ | ----- | ----- | ------ | ------ | ------ | ----- | ------- | ------ | ----- |
| Napoli Basket         |        | 82-73 | 86-59 | 89-67  | 95-75  | 84-77  | 97-85 | 105-76  | 74-69  | 99-73 |
| Italcable Perugia     | 85-89  |       | 79-85 | 79-78  | 100-95 | 74-70  | 97-81 | 83-76   | 76-73  | 97-77 |
| Big Boy Roseto        | 75-90  | 87-79 |       | 96-91  | 85-81  | 83-78  | 92-87 | 73-72   | 89-85  | 96-72 |
| Viola Reggio Calabria | 90-85  | 82-87 | 82-79 |        | 78-92  | 99-78  | 84-89 | 93-79   | 62-61  | 90-86 |
| Lenco Osimo           | 67-83  | 61-64 | 75-71 | 68-73  |        | 61-68  | 97-69 | 114-100 | 71-58  | 79-65 |
| Kennedy Firenze       | 68-70  | 75-78 | 83-71 | 92-88  | 81-77  |        | 94-89 | 93-94   | 70-66  | 88-81 |
| Tognana Monopoli      | 67-82  | 86-88 | 74-73 | 94-90  | 93-88  | 76-75  |       | 94-79   | 68-67  | 92-77 |
| Polenghi O. Firenze   | 87-99  | 66-86 | 69-73 | 90-102 | 71-72  | 78-79  | 85-80 |         | 109-82 | 95-85 |
| Mobiltacconi Latina   | 77-78  | 74-75 | 66-78 | 84-85  | 66-67  | 81-60  | 65-64 | 73-82   |        | 67-62 |
| Sicma Sud Latina      | 92-103 | 81-82 | 77-87 | 89-104 | 71-86  | 84-102 | 71-60 | 78-75   | 57-52  |       |

#### Play-off Promozione
| Napoli 21 maggio 1981 | Napoli Basket | 66 – 68 | Italcable Perugia | dopo 1 ts |

| Perugia 24 maggio 1981 | Italcable Perugia | 67 – 83 | Napoli Basket |  |

| Napoli 27 maggio 1981 | Napoli Basket | 82 – 69 | Italcable Perugia |  |

Il Napoli Basket vince 2-1 e viene promosso in A/2.

## Verdetti
Promossi in Serie A/2:
- Libertas Livorno
Formazione: Giusti, Fantozzi, Muti, Pironti, Giroldi, D'Amico, Falsini, Launero, Tessarolo, Musetti. Allenatore: Gianfranco Benvenuti
- Napoli Basket
Formazione: Antonelli, Bolzon, D'Orazio, Guerra, Dordei, Cima, Pepe, Tallone, Scodavolpe, Kundrfranco. Allenatore: Marchioretti